# Mamukkoya
Mamukkoya (ur. 5 lipca 1946 w Kozhikode, zm. 26 kwietnia 2023 tamże) – indyjski aktor.
Urodził się w Kozhikode w dzisiejszym stanie Kerala. Początkowo był aktorem teatralnym, pracę w Mollywood rozpoczął grając w Anyarude Bhoomi (1979). Wciela się głównie w role komediowe. Uznanie zdobył między innymi dzięki występom w takich filmach jak  Nadodikkattu (1987), Korappan, the great (2001) czy Perumazhakkalam (2004). Jego filmografia obejmuje (do 2013) przeszło 450 tytułów. Wyróżniony Kerala State Film Award (nagroda specjalna jury, 2004).